# Jingxiu
Jingxiu (竞秀区,  Jìngxiù Qū) ist ein nordchinesischer Stadtbezirk und der Sitz der Regierung der bezirksfreien Stadt Baoding in der Provinz Hebei. Die Fläche beträgt 150 Quadratkilometer und die Einwohnerzahl 463.398 (Stand: Zensus 2010).

## Administrative Gliederung
Auf Gemeindeebene setzt sich der Stadtbezirk aus fünf Stadtvierteln, sechs Großgemeinden und einem Sonderverwaltungsgebiet zusammen.